# دومينغوس دوارتي
دومينغوس دوارتي (بالبرتغالية: Domingos de Sousa Coutinho Menezes Duarte‏) (10 مارس 1995 بكاشكايش في البرتغال - ) هو لاعب كرة قدم برتغالي في مركز الدفاع. شارك مع منتخب البرتغال تحت 19 سنة لكرة القدم ومنتخب البرتغال تحت 20 سنة لكرة القدم ومنتخب البرتغال تحت 21 سنة لكرة القدم. أما مع النوادي، فقد لعب مع سبورتينغ لشبونة ونادي بيلينينسش ونادي تشافيس.

## وصلات خارجية
- دومينغوس دوارتي على موقع الاتحاد الدولي (مؤرشف)  (الإنجليزية)
- دومينغوس دوارتي على موقع الاتحاد الدولي (مؤرشف)  (الإنجليزية)
- دومينغوس دوارتي على موقع الاتحاد الأوربي (الإنجليزية)
- دومينغوس دوارتي على موقع قاعدة بيانات كرة القدم.إي يو (الإنجليزية)
- دومينغوس دوارتي على موقع ناشيونال فوتبول تيمز (الإنجليزية)
- دومينغوس دوارتي على موقع Soccerway.com (الإنجليزية)
- دومينغوس دوارتي على موقع عالم كرة القدم.نت (الإنجليزية)
- دومينغوس دوارتي على موقع AS.com (الإسبانية)